# Équipe d'Ouzbékistan des moins de 20 ans de football
Maillots
L'équipe d'Ouzbékistan de football est l'équipe nationale de football de l'Ouzbékistan, constituée par une sélection des meilleurs joueurs ouzbeks sous l’égide de la Fédération d'Ouzbékistan de football.

## Histoire
L'équipe n'a commencé à jouer des matches officiels qu'en 2002. La même année pour une première participation, elle atteint les demi-finales du championnat d'Asie de football des moins de 19 ans, puis en 2013 et 2015 elle atteints deux fois d’affilée les quarts de finale de la coupe du monde de football des mois de 20 ans.

## Parcours en Coupe du monde
| 2003 | 1er tour            |
| 2005 | Non qualifiée       |
| 2007 | Non qualifiée       |
| 2009 | 1er tour            |
| 2011 | Non qualifiée       |
| 2013 | Quart de finale     |
| 2015 | Quart de finale     |
| 2017 | Non qualifiée       |
| 2019 | Non qualifiée       |
| 2021 | Annulé              |
| 2023 | Huitièmes de finale |
| 2025 | Non qualifiée       |

## Parcours en championnat d'Asie
| 1992 | Non inscrite                  |
| 1994 | Non qualifiée                 |
| 1996 | Non qualifiée                 |
| 1998 | Non qualifiée                 |
| 2000 | Non qualifiée                 |
| 2002 | 4e                            |
| 2004 | Quart de finale               |
| 2006 | Non qualifiée                 |
| 2008 | Finaliste                     |
| 2010 | Quart de finale               |
| 2012 | Demi-finaliste                |
| 2014 | Demi-finaliste                |
| 2016 | Quart de finale               |
| 2018 | Non qualifiée                 |
| 2020 | Qualifiée mais tournoi annulé |
| 2023 | Vainqueur                     |
| 2025 | Demi-Finaliste                |